# لوك إغان
لوك إغان (بالإنجليزية: Luke Egan)‏ هو متركمج أسترالي، ولد في 28 يناير 1970 في نيوكاسل في أستراليا.

## وصلات خارجية
- لوك إغان على موقع الرابطة العالمية لركوب الأمواج (الإنجليزية)
- لوك إغان على موقع EncyclopediaOfSurfing.com (الإنجليزية)